# Jamajka na Zimowych Igrzyskach Olimpijskich 1992
Jamajkę na Zimowych Igrzyskach Olimpijskich 1992 reprezentowało pięciu zawodników, którzy wystartowali w konkurencjach bobslejowych.
Był to drugi start Jamajki na zimowych igrzyskach olimpijskich.

## Bobsleje
| Osada | Zawodnicy                                               | Konkurencja | Ślizg 1 | Ślizg 1 | Ślizg 2 | Ślizg 2 | Ślizg 3 | Ślizg 3 | Ślizg 4 | Ślizg 4 | Suma    | Suma    |
| Osada | Zawodnicy                                               | Konkurencja | Czas    | Miejsce | Czas    | Miejsce | Czas    | Miejsce | Czas    | Miejsce | Czas    | Miejsce |
| ----- | ------------------------------------------------------- | ----------- | ------- | ------- | ------- | ------- | ------- | ------- | ------- | ------- | ------- | ------- |
| JAM-1 | Dudley Stokes Ricky McIntosh Michael White Chris Stokes | Czwórki     | 1:00,12 | 25      | 1:00,48 | 27      | 1:00,38 | 24      | 1:00,39 | 25      | 4:01,37 | 25      |

| Osada | Zawodnicy                   | Konkurencja | Ślizg 1 | Ślizg 1 | Ślizg 2 | Ślizg 2 | Ślizg 3 | Ślizg 3 | Ślizg 4 | Ślizg 4 | Suma    | Suma    |
| Osada | Zawodnicy                   | Konkurencja | Czas    | Miejsce | Czas    | Miejsce | Czas    | Miejsce | Czas    | Miejsce | Czas    | Miejsce |
| ----- | --------------------------- | ----------- | ------- | ------- | ------- | ------- | ------- | ------- | ------- | ------- | ------- | ------- |
| JAM-2 | Devon Harris Ricky McIntosh | Dwójki      | 1:02,57 | 34      | 1:02,88 | 33      | 1:03,13 | 35      | 1:03,10 | 35      | 4:11,68 | 35      |
| JAM-1 | Dudley Stokes Chris Stokes  | Dwójki      | 1:02,93 | 37      | 1:03,30 | 37      | 1:03,38 | 36      | 1:03,15 | 36      | 4:12,76 | 36      |